# FC Bottrop-Batenbrock
Der FC Bottrop-Batenbrock (offiziell Fußballclub Bottrop-Batenbrock 1956 e.V.) war ein Sportverein aus dem Bottroper Stadtteil Batenbrock. Die erste Fußballmannschaft der Frauen spielte zwei Jahre lang in der seinerzeit erstklassigen Regionalliga West.

## Geschichte
Der Verein wurde 1956 gegründet. Die Frauenmannschaft erreichte in den Jahren 1979 und 1985 jeweils das Endspiel um den Niederrheinpokal. Beide Spiele wurden jedoch gegen den KBC Duisburg verloren. Bei ersten Finale verloren die Batenbrockerinnen mit 2:6, während es im zweiten Finale eine 0:10-Niederlage gab. 1986 stieg die Mannschaft in die seinerzeit erstklassige Regionalliga West auf. Doch gleich in der folgenden Spielzeit 1986/87 stiegen die Bottroperinnen als Tabellenletzter wieder ab. Zwar konnte die Mannschaft direkt wieder aufsteigen, doch auch die zweite Saison in der Regionalliga 1988/89 beendeten die Batenbrockerinnen als Tabellenletzte. Bereits zwei Jahre später stieg die Mannschaft aus der Verbandsliga Niederrhein ab. In der folgenden Saison 1991/92 gelang der direkte Wiederaufstieg. 1994 stieg die Mannschaft erneut aus der Verbandsliga ab und schaffte zwei Jahre später den erneuten Aufstieg. Nach drei Jahren folgte 1999 der erneute Abstieg aus der Verbandsliga. Bis zur Fusion spielte die Mannschaft in der Landesliga.

## Erfolge
- Niederrheinmeister: 1986, 1988
- Niederheinpokalfinalist: 1979, 1985

## Nachfolgevereine
Am 1. Juli 2012 fusionierte der FC Bottrop-Batenbrock mit dem 1998 gegründeten Verein Ruhrpott Kicker zum FC Batenbrock Ruhrpott Kicker. Dieser fusionierte 2019 mit dem Verein Rot-Weiß Welheimer Löwen 2009 zum neuen Verein Rot-Weiß Welheimer Löwen 09/12. Der Fusionspartner entstand 2009 durch die Fusion der Welheimer Löwen und Rot-Weiß Westfalia Bottrop.